# Vippsjön, Småland
Vippsjön är en sjö i Vaggeryds kommun i Småland och ingår i Lagans huvudavrinningsområde. Sjön är 15,2 meter djup, har en yta på 0,127 kvadratkilometer och befinner sig 247,3 meter över havet.

## Delavrinningsområde
Vippsjön ingår i det delavrinningsområde (636414-138502) som SMHI kallar för Inloppet i Mosjön. Medelhöjden är 244 meter över havet och ytan är 24,07 kvadratkilometer. Det finns inga delavrinningsområden uppströms utan avrinningsområdet är högsta punkten. Marieholmskanalen (Modalaån) som avvattnar avrinningsområdet har biflödesordning 3, vilket innebär att vattnet flödar genom totalt 3 vattendrag innan det når havet efter 198 kilometer. Delavrinningsområdet består mestadels av skog (91 %). Avrinningsområdet har 0,53 kvadratkilometer vattenytor vilket ger det en sjöprocent på 2,2 %.